# Cyrtophora
Cyrtophora Simon, 1864 è un genere di ragni appartenente alla famiglia Araneidae.

## Etimologia
Il nome deriva dal greco κὺρτος, kyrtos, cioè arcuato, piegato, rigonfio, curvo, e dal greco φορά, phorà, cioè il portare, trasportare, per la forma arcuata e rigonfia dell'opistosoma.

## Distribuzione
Le 43 specie oggi note di questo genere sono state reperite in Asia orientale e sudorientale, Asia meridionale, Africa, Oceania ed Europa meridionale: la specie dall'areale più vasto è la C. citricola, rinvenuta in varie località del Vecchio Mondo e in Colombia, nelle Piccole Antille e in Costa Rica.

## Tassonomia
Considerata sinonimo anteriore di Suzumia Nakatsudi, 1943b a seguito di un lavoro dell'aracnologo Yaginuma sugli esemplari tipo Suzumia orientalis Nakatsudi, 1943b.
Dal 2012 non sono stati esaminati esemplari di questo genere.
A marzo 2014, si compone di 43 specie e nove sottospecie:
1. Cyrtophora admiralia Strand, 1913 — Isole dell'Ammiragliato
2. Cyrtophora beccarii (Thorell, 1878) — dalla Malesia alla Nuova Guinea
3. Cyrtophora bicauda (Saito, 1933) — Taiwan
4. Cyrtophora bidenta Tikader, 1970 — India
5. Cyrtophora bimaculata Han, Zhang & Zhu, 2010 — Cina
6. Cyrtophora caudata Bösenberg & Lenz, 1895 — Africa orientale
7. Cyrtophora cephalotes Simon, 1877 — Filippine
8. Cyrtophora cicatrosa (Stoliczka, 1869) — dal Pakistan alla Nuova Guinea
9. Cyrtophora citricola (Forsskål, 1775)[2] — Europa, Hispaniola, Colombia
  - Cyrtophora citricola abessinensis Strand, 1906 — Etiopia
  - Cyrtophora citricola lurida Karsch, 1879 — Africa occidentale
  - Cyrtophora citricola minahassae Merian, 1911 — Celebes
10. Cyrtophora cordiformis (L. Koch, 1871) — Nuova Guinea, Queensland (Australia), Isola Lord Howe (Australia)
11. Cyrtophora crassipes (Rainbow, 1897) — Nuovo Galles del Sud
12. Cyrtophora cylindroides (Walckenaer, 1842) — dalla Cina all Australia
  - Cyrtophora cylindroides scalaris Strand, 1915 — Nuova Britannia (Arcipelago di Bismarck)
13. Cyrtophora diazoma (Thorell, 1890) — Sumatra
14. Cyrtophora doriae (Thorell, 1881) — Nuova Guinea, Arcipelago delle Bismarck
15. Cyrtophora eczematica (Thorell, 1892) — Malesia, Giava, Celebes, Nuova Guinea
16. Cyrtophora exanthematica (Doleschall, 1859) — dalla Birmania alle Filippine, Nuova Guinea
17. Cyrtophora feai (Thorell, 1887) — dall'India alla Birmania
18. Cyrtophora forbesi (Thorell, 1890) — Sumatra
19. Cyrtophora gazellae (Karsch, 1878) — Nuova Britannia
20. Cyrtophora gemmosa Thorell, 1899 — Camerun
21. Cyrtophora guangxiensis Yin et al., 1990 — Cina
22. Cyrtophora hainanensis Yin et al., 1990 — Cina
23. Cyrtophora hirta L. Koch, 1872 — Queensland (Australia)
24. Cyrtophora ikomosanensis (Bösenberg & Strand, 1906) — Taiwan, Giappone
25. Cyrtophora jabalpurensis Gajbe & Gajbe, 1999 — India
26. Cyrtophora koronadalensis Barrion & Litsinger, 1995 — Filippine
27. Cyrtophora ksudra Sherriffs, 1928 — India
28. Cyrtophora lacunaris Yin et al., 1990 — Cina
29. Cyrtophora lahirii Biswas & Raychaudhuri, 2004 — Bangladesh
30. Cyrtophora larinioides Simon, 1895 — Camerun
31. Cyrtophora leucopicta (Urquhart, 1890) — Isole Figi
32. Cyrtophora limbata (Thorell, 1898) — Birmania
33. Cyrtophora lineata Kulczyński, 1910 — Isole Salomone, Arcipelago delle Bismarck
34. Cyrtophora moluccensis (Doleschall, 1857) — dall'India al Giappone, Australia
  - Cyrtophora moluccensis albidinota Strand, 1911 — Isole Caroline, Palau, Isole Yap
  - Cyrtophora moluccensis bukae Strand, 1911 — Isole Salomone
  - Cyrtophora moluccensis cupidinea Thorell, 1875 — Nuova Caledonia
  - Cyrtophora moluccensis margaritacea (Doleschall, 1859) — Giava
  - Cyrtophora moluccensis rubicundinota Strand, 1911 — Isole Keule, nei pressi della Nuova Guinea
35. Cyrtophora monulfi Chrysanthus, 1960 — Nuova Guinea
36. Cyrtophora nareshi Biswas & Raychaudhuri, 2004 — Bangladesh
37. Cyrtophora parangexanthematica Barrion & Litsinger, 1995 — Filippine
38. Cyrtophora parnasia L. Koch, 1872 — Australia, Tasmania
39. Cyrtophora petersi Karsch, 1878 — Mozambico
40. Cyrtophora rainbowi (Roewer, 1955) — Mozambico
41. Cyrtophora subacalypha (Simon, 1882) — Aden (Golfo Persico)
42. Cyrtophora trigona (L. Koch, 1871) — Queensland, Nuova Guinea
43. Cyrtophora unicolor (Doleschall, 1857) — dallo Sri Lanka alle Filippine, Australia

### Nomina dubia
- Cyrtophora acrobalia (Thorell, 1895); esemplare juvenile, rinvenuto in Birmania e originariamente ascritto all'ex-genere Epeira, è stata a lungo considerata una specie appartenente a questo genere da Pocock in un suo studio (1900a): a seguito di un lavoro di Framenau (2008b) è da ritenersi nomen dubium[1].
- Cyrtophora citricola nigra (Franganillo, 1925); esemplare reperito nella Penisola iberica e denominato Cyrtophora opuntiae nigra; a seguito di uno studio di Roewer (1955c), è da ritenersi nomen dubium[1].
- Cyrtophora citricola pallida (Franganillo, 1925); esemplare reperito nella Penisola iberica e denominato Cyrtophora opuntiae pallida; a seguito di uno studio di Roewer (1955c), è da ritenersi nomen dubium[1].

### Nomen nudum
- "Suzumia" shimomurai Kishida; denominazione citata da Yaginuma, in un lavoro di Brignoli, (1983c), senza alcun riscontro descrittivo di esemplari: da ritenersi nomen nudum[1].